# Duldurga
Duldurga (ros. Дульдурга) – osiedle w Rosji, w Kraju Zabajkalskim, ośrodek administracyjny rejonu duldurgińskiego, na terenie Agińskiego Okręgu Buriackiego. W 2010 liczyło 6651 mieszkańców.